# Mr. Grex of Monte Carlo
Mr. Grex of Monte Carlo è un film muto del 1915 diretto da Frank Reicher. La sceneggiatura di Marion Fairfax si basa sull'omonimo romanzo di E. Phillips Oppenheim pubblicato a Boston nel 1915, pubblicato a puntate su The Saturday Evening Post.

## Trama
Il granduca Augustus Peter, un diplomatico russo, trama contro l'Inghilterra, organizzando un incontro segreto atto a ratificare un trattato tra Russia, Francia e Germania ai danni del Regno Unito. L'incontro dei cospiratori si dovrà tenere a Montecarlo dove il granduca arriva, nei panni di mister Grex, giocatore d'azzardo, in compagnia della figlia Fedora. Mentre il complotto va avanti, Fedora è corteggiata da un ardente ammiratore, l'americano Richard Lane, che non accetta alcun rifiuto da parte della giovane granduchessa. Sulla scena compare lord Huntersley, un inglese, appartenente ai servizi segreti britannici, amico di Lane, la cui venuta però desta la diffidnza dei cospiratori che cominciano a sospettare anche dell'americano. Dopo aver sventato inavvertitamente alcuni piani dei diplomatici, Lane, appoggiando Huntersley, riesce a impedire la firma del trattato sostituendo il suo yacht dove, dopo averlo portato in acque internazionali, può celebrare il suo matrimonio con Fedora.

## Produzione
Il film fu prodotto dalla Jesse L. Lasky Feature Play Company. Alcune scene furono girate ai piedi del Laurel Canyon, a Hollywood, e in una villa in stile italiano a Pasadena. Montecarlo fu ricreato a Santa Monica .

## Distribuzione
Il copyright del film, richiesto dalla Jesse L. Lasky Feature Play Co., Inc., fu registrato il 24 novembre 1915 con il numero LU7019.
Distribuito negli Stati Uniti dalla Paramount Pictures, il film uscì nelle sale statunitensi il 2 dicembre 1915.
Copia completa della pellicola si trova conservata negli archivi della Library of Congress di Washington e in quelli del BFI/National Film And Television Archive di Londra.